# CHa-30
CHa-30 — мисливець за підводними човнами Імперського флоту Японії, який брав участь у Другій світовій війні.
CHa-30 належав до серії допоміжних мисливців, споруджених з використанням можливостей малих суднобудівних підприємств. Ці кораблі мали дерев'яний корпус та при зникненні зацікавленості в них зі сторони збройних сил мали бути перетворені на риболовецькі судна.
Спорудження корпусу CHa-30 здійснили на верфі в Муракамі, а його оснащення озброєнням провели на верфі ВМФ у Йокосуці (Токійська затока).
Відомо, що корабель ніс службу в Меланезії. 13 вересня 1943-го він вийшов з Йокосуки у складі конвою № 3912, що прямував на Трук у центральній частині Каролінських островів (тут була головна японська база в Океанії), а потім 29 вересня — 3 жовтня супроводив конвой № 1291 до Рабаула (головна передова база в архіпелазі Бісмарка).
4 листопада 1943-го CHa-30 перебував біля порту Кієта на східному узбережжі острова Бугенвіль (на західне узбережжя якого за кілька діб до того висадились союзники). Тут він був виявлений та потоплений ворожою авіацією.